# Terra Sonâmbula
Terra Sonâmbula é um romance escrito por Mia Couto publicado em 1992.
A obra foi publicada em Portugal pela Editorial Caminho em 1993. Ganhou o Prêmio Nacional de Ficção da Associação dos Escritores Moçambicanos (1995) e foi considerado um dos doze melhores livros africanos do século XX por um júri criado pela Feira do Livro do Zimbábue. Foi reeditado no Brasil pela Companhia das Letras – é um romance em abismo, escrito numa prosa poética que remete a Guimarães Rosa. Couto se vale também de recursos do realismo animista e da arte narrativa tradicional africana para compor esta bela fábula. 
O foco narrativo da obra demonstra uma mescla, ou seja, ora é narrado em terceira pessoa, ora em primeira. Alguns termos locais são utilizados na linguagem da obra, marcando a oralidade. Além das descrições, o discurso indireto é muito utilizado, com inclusão da fala dos personagens. 

## Contexto Histórico
Portugal foi a metrópole de vários países, entre eles um país que se localiza no sudeste africano e até hoje sua língua oficial é o Português.  Moçambique foi encontrado por Portugueses em 1498, logo após a chegada, a coroa portuguesa começou a explorar os minerais e mão de obra do local. A colonização de povoamento começa no fim do século XVI com objetivo de proteger o país de invasões Holandesas. A ocupação colonial não foi pacífica, moçambicanos impuseram diversas revoltas e lutas de resistência levando moçambique a guerra de independência. 
Guerra de Independência: inicio no dia 25 de setembro de 1964, final no dia 8 de setembro de 1974. Esta guerra foi um conflito armado entre a FRELIMO (Frente de Libertação de Moçambique, movimento nacionalista armado) e as Forças Armadas de Portugal. O início guerra acontece com um ataque no posto administrativo de Chai e terminou com um cessar fogo. A guerra acabou com a assinatura do "Acordo de Lusaca". Esse acordo aconteceu no dia 7 de setembro de 1974 e com ele o Estado Português reconheceu o direito do povo de Moçambique a independência. Então, foi estabelecido um governo provisório composto por representantes da FRELIMO e do governo português, até que no dia 25 de junho de 1975, foi proclamada oficialmente a independência do país.
A Guerra Civil Moçambicana aconteceu no dia 30 de Maio de 1976 e terminou 15 anos, 11 meses e 5 dias depois, no dia 4 de Outubro de 1992. A causa deste conflito foi a divergência de ideais políticos entre os partidos FRELIMO (Frente de Libertação de Moçambique) e a RENAMO (Resistência Nacional Moçambicana). Eles são respectivamente uma partido socialista e o outro capitalista. Um dos pontos mais marcantes da guerra foi a implementação de minas terrestres nas estradas, postas pelos dois partidos políticos.  Consequente a guerra 1 milhão de pessoas morreram e 3 milhões se refugiaram. Além disso, a situação econômica de Moçambique estava extremamente instável. Muitas emigrações, e danificação de terra diminuindo assim a produção agrícola, principal setor da economia do país também foram resíduos deste conflito armado.
Hoje o país tem 29,5 milhões de pessoas, sua área total é de 801 590 km², sua capital é Maputo. Moçambique é dotado de ricos e extensos recursos naturais. A economia do país é baseada principalmente na agricultura, mas o sector industrial, principalmente na fabricação de alimentos, bebidas, produtos químicos, alumínio e petróleo, está crescendo. O sector de turismo do país também está em crescimento.
O objetivo central da obra é revelar os horrores e desgraças que envolveram a guerra no país. Os conflitos, o cotidiano, os sonhos, a esperança e a luta pela sobrevivência são os pontos mais relevantes do enredo.

## Enredo
Muidinga é um menino que sofreu de amnésia e foi resgatado por Tuahir, ele é um velho que passa seu tempo ensinando a Muidinga novamente tudo sobre o mundo. Eles estão fugindo dos conflitos da Guerra Civil em Moçambique.
Um machimbombo que fora incendiado vira o abrigo de  Tuahir e Muidinga, em fuga da Guerra Civil devastadora que grassa por toda parte em Moçambique. O veículo está cheio de corpos queimados. Mas há também um outro corpo à beira da estrada, junto a este corpo Muidinga encontra os “cadernos de Kindzu”, o longo diário do morto em questão. Dentre outras coisas, o Kindzu conta sobre seu pai que era um pescador e sofria de sonambulismo e alcoolismo. Além disso, Kindzu menciona sobre os problemas da falta de recursos que sua família sofria, a morte de seu pai, a relação carnal que tem com Farida e o início da guerra. Kindzu vai relatando em seu diário momentos de sua vida. Da mesma forma, ele fugiu da Guerra Civil no país.
A partir daí, duas histórias são narradas paralelamente: a viagem de Tuahir e Muidinga e, em flashback, o percurso de Kindzu em busca dos Naparamas, guerreiros tradicionais, abençoados pelos feiticeiros, que são, aos olhos do garoto, a única esperança contra os senhores da guerra. Adiante, Tuahir e Muidinga caíram numa armadilha e foram feitos prisioneiros por um velho chamado Siqueleto. No entanto, logo eles foram libertados. Por fim, Siqueleto, um dos sobreviventes de sua aldeia, se mata. Tuahir revela a Muidinga que ele foi levado a um feiticeiro para que sua memória fosse apagada e com isso evitar muitos sofrimentos. Tuahir tem a ideia de construir um barco para seguirem a viagem pelo mar.
No último caderno de Kindzu, ele narra o momento em que encontra um ônibus queimado e sente a morte. Chegou a ver um menino com seus cadernos na mão, o filho de Farida que ele tanto procurava: Gaspar. Assim, podemos concluir que Gaspar era, na verdade, o garoto que sofreu amnésia: Muidinga.

## Personagens principais

### Personagens dos capítulos
• Muidinga: protagonista da história, é reconhecido como o miúdo, ele tem amnésia e está em busca de sua família. • Tuahir: velho sábio que guia Muidinga depois da guerra. • Siqueleto: último sobrevivente de uma aldeia.• Nhamataca: antigo colega de trabalho de Tuahir.

### Personagens dos cadernos de Kindzu
• Kindzu: protagonista da história, escreveu seu diário encontrado por Muidinga, apaixonado por Farida. • Farida: historia de vida sofrida, filho chamado Gaspar, apaixonada por Kindzu • Taimo: pai de Kindzu, sofre de sonambulismo. • Junhito: irmão caçula de Kindzu, vive com as galinhas. • Dona Virgínia e Romão Pinto: portugueses que Farida os considera seus pais. • Estêvão Jonas:  administrador • Assane: antigo secretário administrador da região de Matimati • Quintino: guia de Kindzu.

## Análises

### Identidade
A obra Terra Sonâmbula de Mia Couto revela-se de extrema importância para a análise da construção da identidade pois questiona a dependência política e cultural em que se encontram os povos africanos colonizados pela Europa. Não é gratuito o fato de que a identidade, bem como a ideia da existência de um país, se mostra no livro como uma busca pessoal e não como algo simplesmente herdado. O país onde o conto se passa teve a sua independência recentemente e está passando por uma Guerra Civil, é como se o próprio país estivesse passando por uma crise de identidade.
A crise de identidade também está presente nos acontecimentos da história, personagens como Muidinga e Kindzu estão em busca de sua propria personalidade. Muidinga sofreu amnésia e ele está a procura de seus pais. Kindzu, por outro lado, já foi chamado de "sem raça" e um dos motivos de que ele saiu de casa foi buscar quem ele era. 

### Realismo fantástico
Mia Couto acrescenta um toque de fantasia e surrealismo no romance, mesclando assim a realidade com a fantasia (realismo mágico). Um aspecto interesante dessa obra que mostra o realismo mágico é o modo como tudo é ambientado. A natureza se mostra presente em todos os capítulos (através da personificação), quase como se fosse o único elemento a possuir vida realmente. Em várias passagens ela se mostra única e onipotente, capaz de se renovar de todas as desgraças. Punindo ou recompensando as pessoas conforme suas escolhas. Mia utiliza o realismo fantástico para a construção da psique das personagens.

## Sobre o autor

### História
Mia Couto é um autor de Moçambique, nascido em 5 de julho de 1955, e com apenas 14 anos ele possuía diversos poemas publicados em revistas locais. Ele cursou faculdade de medicina, mas após três anos ele abandonou o curso para dedicar-se ao jornalismo. Além de ser considerado um dos escritores mais importantes de Moçambique, ele já teve seus livros vendidos em 22 países, e traduzido para mais de 6 línguas diferentes. 

### Vocabulário
Mia Couto usa palavras inventadas em seu livro, pode-se perceber no primeiro capítulo o uso da palavra "desdelicado" que significa cantar baixo, "timaca" que significa confusão e "agordalhando" que significa com olhar de inveja. A narrativa mostra-se muito arraigada às origens locais, pois apresenta o vocabulário de Moçambique nesse difícil período, além de ilustrar, nas identidades das personagens, a força que a guerra tem em descompletar.
“Invento palavras para que digam coisas que nenhuma outra diz” Couto, Mia.

### Prêmios
Prêmio Vergílio Ferreira (1999, pelo conjunto da obra); Prêmio União Latina de Literaturas Românicas (2007); Prêmio Camões (2013). Além dos prêmios já citados Mia Couto é o único escritor africano que é membro da Academia Brasileira de Letras, ele foi eleito em 1998 para a cadeira n.º 5, e até hoje encontra-se sócio correspondente.